# Armés pour répondre
Pour plus de détails, voir Fiche technique et Distribution.
Armés pour répondre (Armed Response) est un film américain réalisé par Fred Olen Ray, sorti en 1986. 

## Synopsis
Le détective privé Clay Roth est engagé par Akira Tanaka, un membre haut placé des Yakuzas de Los Angeles, pour récupérer une statuette dont il a besoin pour éviter une guerre des gangs avec la mafia chinoise. Un échange est organisé afin de racheter l'objet à son détenteur, mais la situation dérape, et Clay Roth est abattu en quittant les lieux avec la statuette. Il parvient à rejoindre son père Burt, ex-policier, et son frère Jim, un vétéran de l'armée américaine, avant de mourir. Une lutte violente s'engage alors entre les Yakusas qui recherchent toujours la statuette et les Roth qui brûlent de se venger.

## Fiche Technique
- Titre français : Armés pour répondre
- Titre original : Armed Reponse
- Titre alternatif : Vengeance Armée (DVD)
- Réalisation : Fred Olen Ray
- Scénario : Paul Hertzberg (histoire), Fred Olen Ray (histoire), T.L. Lankford
- Photographie : Paul Elliott
- Montage : Miriam Preissel
- Musique : Thomas Chase, Steve Rucker
- Direction artistique : Maxine Shepard
- Production : Paul Hertzberg, Fred Olen Ray
- Pays d'origine :  États-Unis
- Langue : Anglais
- Format : Couleur
- Genre : Film d'action
- Durée : 82 minutes
- Date de sortie : 1988

## Distribution
- David Carradine (VF : Marc de Georgi) : Jim Roth
- Lee Van Cleef (VF : Jean-François Laley) : Burt Roth
- Mako (VF : Marc François) : Akira Tanaka
- Lois Hamilton (VF : Francine Lainé) : Sara Roth
- Ross Hagen : Cory Thorton
- Brent Huff (VF : Olivier Jankovic) : Tommy Roth
- Laurene Landon : Deborah
- Dick Miller : Steve
- Burr DeBenning : lieutenant Sanderson
- Michael Berryman : F.C.
- David Goss (VF : Antoine Nouel) : Clay Roth
- Dah've Seigler (VF : Julie Turin) : Lauren Roth
- Conan Lee : Kon Ozu
- Sam Hiona : Jackie Hong
- Bob Hevilon : Nate
- Pat Culliton : agent de police
- Richard Lee Sung : Kenji
- Susan Stokey : Judy
- Cary Tagawa : Toshi
- Kai Baker : Pam
- Dave O'Hara : thug
- Dawn Wildsmith : thug
- Bobbie Bresee : Anna
- Brad Arrington : dealer
- Jerry Fox : propriétaire du club
- Jimmy Williams : soldat
- Fred Olen Ray : soldat
- Michelle Bauer : danseuse
- Lisa Hayward : mère
- Lauren Hertzberg : jeune fille
- Jordan Hertzberg : jeune garçon
- Hisako Mura : vietnamienne
- Maryann Zvoleff : prostituée